# Saint-Jean-le-Blanc (Loiret)
Aurseulles é uma comuna francesa na região administrativa do Centro, no departamento de Loiret. Estende-se por uma área de 7,66 km². Em 2010 a comuna tinha 9 037 habitantes (densidade: 1 179,8 hab./km²).